# コロラド準州

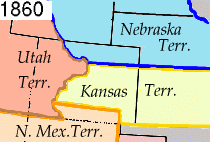
カンザス、ネブラスカ、ユタ、ニューメキシコ各準州、1860年

コロラド準州（コロラドじゅんしゅう、英:Colorado Territory）は、1861年2月28日から1876年8月1日まで存在したアメリカ合衆国の自治的領域、すなわち準州である。その領域は現在のコロラド州と同一である。コロラド準州は1858年から1861年のパイクスピーク・ゴールドラッシュをきっかけに組織化され、地域内に最初の白人開拓者の殺到をもたらした。準州を創る基本法は、1861年2月28日にアメリカ合衆国議会で成立し、ジェームズ・ブキャナン大統領が署名した。この時は南北戦争に参加した南部州による脱退が起こっていた。準州の創設によってロッキー山脈の鉱物資源が豊富な地域に関わる合衆国の支配を強固にした。州昇格は直ぐにでもあるものと認識されていたが、アンドリュー・ジョンソン大統領の拒否権によって州昇格の願望は1865年の終りに挫折させられていた。州昇格問題はグラント政権になって再燃され、グラントはレコンストラクションの間に渋る連邦議会に対して州昇格を呼びかけた。1876年にコロラドがアメリカ合衆国の38番目の州として昇格することで、準州時代が終わった。

## コロラド準州の概要
コロラド準州はロッキー山脈の大陸分水界の両側にある土地から組織化され、2年前に始まったパイクスピーク・ゴールドラッシュの地域を取り込んだ。大陸分水界の東では、カンザス準州の一部を取り込み、ネブラスカ準州の南西部大半およびニューメキシコ準州のリオグランデ川水源にあたる不規則な地域も含めた。大陸分水界の西では、ユタ準州東部の多く、ユト族とショショーニ族が強く支配していた地域全てを取り込んだ。東部平原はシャイアン族やアラパホ族の混合体、さらにポーニー族、コマンチェ族およびカイオワ族が緩やかに支配していた。1861年、準州設立の10日前アラパホ族とシャイアン族は平原の彼等の土地を白人開拓者に渡すことで合衆国と合意したが、彼等の集落近くでホームステッドの農民開拓者と共存できる限り、その大きな伝統ある地に住むことも認められた。1865年に南北戦争が終わるまでに、先住民族はハイプレーンズからほとんど姿を消した。

## コロラド準州の歴史
コロラド準州となった領域は、1803年のルイジアナ買収および1848年のメキシコ割譲地によってアメリカ合衆国支配権下に入った地域だった。

### 先住民族
元々、コロラド準州を構成する土地には主に東部平原のシャイアン族とアラパホ族、およびロッキー山脈のユト族が住んでいた。

### 非先住民による探検
ヨーロッパ系の探検者で最も初期にこの地域を訪れたのは、フランシスコ・バスケス・デ・コロナドのようなスペイン人探検家だったが、1540年から1542年にかけての遠征隊はコロラドの南部と南東部の境界となる地域に入っただけだった。1776年、フランシスコ・アタナシオ・ドミニゲスとシルベストル・ベレス・デ・エスカランテがドミニゲス・エスカランテ遠征隊を作ってコロラド南部を探検した。
その他の著名な探検としては1806年から1807年に掛けてゼブロン・パイクによるパイク遠征隊、1820年のスティーブン・H・ロングによるプラット川北岸を伝いロングスピークと呼ばれる山までの旅、1845年から1846年に掛けてジョン・C・フレモントの遠征、およびジョン・ウェズリー・パウェルによる1869年の地勢調査隊があった。

### 初期の開拓、交易および金鉱
1779年、コロラド南西部でニューメキシコの知事フアン・バウティスタ・デ・アンサルデ・アンサが、クエルノ・ヴェルデの指揮するコマンチェ族と戦い打ち破った。1786年、デ・アンサはコマンチェ族と休戦し、アパッチ族に対抗する同盟を結んだ。
カリフォルニア・ゴールドラッシュの1848年、チェロキー族の集団がカリフォルニアに向かう途中でサウスプラット川とキャッシュ・ラ・プードル川を越えた。彼等は山脈を越えている時にサウスプラット川とその支流で金脈の手がかりを見つけたと報告した。その南部のサンリュイ渓谷には、初期メキシコ人の家族がメキシコ政府から大きな土地の認証を受けていた（後に合衆国によって異議申し立てを受けた）
18世紀の初期、サウスプラット川上流は毛皮交易業者が侵入していたが恒久的な開拓地は無かった。この地域でのアメリカによる恒久的開拓地を作る最初の動きは、1854年にホームステッド法による土地の所有権登録を認めたカンザス・ネブラスカ法と共に始まった。所有権を得て最初に入った開拓者の中には、かって罠を仕掛けていたこの地に戻った元毛皮業者達がいた。アントワーヌ・ジャニスやその他ララミー砦から来た罠猟師達が1858年にキャッシュ・ラ・プードル川沿いのラポルテ近くに町を築いた。
1858年、グリーン・ラッセルとジョージア人の集団が、カリフォルニアから戻ったチェロキー族からサウスプラット川の金の話を聞いて、彼等の話した地域で採鉱する準備に取り掛かった。その夏、サウスプラット川とチェリークリークの合流点に採鉱キャンプ、オーラリア（ジョージア州の金鉱キャンプに因んで名付けた）を設立した。ジョージア人達は次の冬に故郷に帰っていった。ラッセルはアーカンザス川沿いのベント砦で、カンザス州の土地投機家ウィリアム・ラリマー・ジュニアに、彼等が見つけた砂金について語った。ラリマーは事業化の機会だと認めてオーラリアに急行した。1658年11月、オーラリアからチェリークリークに跨る地域の所有権を登録し、カンザス準州の当時知事だったジェイムズ・W・デンバーにあやかってそこを「デンバー」と名付けた。ラリマーは自分で金を採鉱するつもりはなく、新しい町を発展させて熱心な採鉱者に不動産を売ることを望んだ。
ラリマーの新しい町を発展させるという計画はすぐに実行され、翌年の春までにサウスプラット川沿いのカンザス準州西部に川底をあさる鉱山師が殺到し、これがコロラド・ゴールドラッシュと呼ばれるようになった。早く到着した者達は山中上流に素早く分け入り、砂金の鉱脈を求め、ブラックホークやセントラルシティに採鉱キャンプを設立した。ウィリアム・A・H・ラブランドなど民間人の競合集団が、増加する鉱夫の波に必需品を供給することを意図して、デンバーの西にある山脈の麓にゴールデンの町を造った。

### 準州の願望
現在のコロラド州の領域に準州を造る動きがほとんど直ぐに始まった。デンバーやゴールデンの市民が町が設立されてから1年以内に新しく開拓された地域の準州化を要求した。この運動は「ロッキーマウンテン・ニューズ」の発行者ウィリアム・バイアーズやラリマーによって促進された。ラリマーは準州の初代知事になる願望があった。1859年、ジェファーソン準州を設立する非公式運動が始まり、その公式な認知を求めてアメリカ合衆国議会に請願書が送られた。
連邦議会は市民達の要求を認めるのに長く待たせることは無かった。これはこの地域の豊富な鉱物資源によって勇気付けられたこともあった。準州は1861年2月28日の連邦議会法律によって正式に組織化され、それまでのカンザス、ネブラスカ、ユタ、およびニューメキシコの各準州から領域が集められた。1857年の「ドレッド・スコット対サンフォード事件」判決で、この準州は奴隷制が事実上可能だったが、近付きつつある南北戦争と準州内の北部寄り感情が多数を占めたことで、この問題は非現実なものとされた。「コロラド」という名前が新しい準州にあてられた。この名前は、1850年にヘンリー・S・フット上院議員が現在のカリフォルニア州の北緯35度45分以南に創る新しい州の名前として提案したものだった。デンバー住民が不満だったのはゴールデンが準州の州都になったことであり、この状況はデンバーがゴールデンの犠牲で成長したことでかえってデンバーの利点になった。

### 南北戦争の時代
南北戦争の間、新しい鉱山師が準州内に入ってくる波はボツボツという程度まで落ちたし、多くの者が戦うために東部に向かった。準州内に留まったコロラド人は2個志願兵連隊と州兵隊を結成した。戦線の周辺部にあるように見えたが、1862年に南軍のヘンリー・ホプキンス・シブレー将軍とテキサス部隊によるニューメキシコ準州への侵略後に重要な局面を迎えた。シブレーのニューメキシコ方面作戦はコロラド準州への侵略から北のララミー砦を目指したものの前哨戦であり、カリフォルニア州と北部の残りの間の供給線を遮断することを目指していた。エドワード・キャンビー将軍とジョン・チヴィントンに率いられたコロラド人部隊がグロリエタ峠の戦いでシブレーの部隊を破り、南軍の戦略を挫折させた。

### アメリカ合衆国とシャイアン族、アラパホ族との間のコロラド戦争
1851年、第一次ララミー砦条約により、アメリカ合衆国はシャイアン族とアラパホ族に、コロラド地域のノースプラット川とアーカンザス川の間、ロッキー山脈の東の東部平原の支配を認めた。1860年代までにコロラド・ゴールドラッシュとホームステッド農民がインディアンの領域に侵入したことの結果として、合衆国市民と先住民の間の関係は悪化した。1861年2月18日、ワイズ砦条約でシャイアン族とアラパホ族の数人の酋長が、10年前に彼等に与えられた土地の大半を白人の入植のために譲ること、およびアーカンザス川とサンドクリークの間にある当初の居留地のほんの一部のみを保持することについて、合衆国の代表と同意した。
インディアン共同体のかなりの者達がこの条約を否定し、酋長達は署名する権限が無い、署名するように賄賂を貰ったのだと宣言し、彼等の猟場に侵入してくる白人に対してより好戦的にすらなった。1862年にコロラド準州知事ジョン・エバンスが南北戦争から戻ったコロラド志願兵連隊を州兵に改編し、泥棒で告発されたインディアンに対して強硬路線を取ったために、緊張感が高まった。後にコロラド戦争と呼ばれることになる幾つかの小さな出来事の後、1864年11月、コロラド州兵800人の部隊が、ひどく酒を飲んだ後で、サンドクリークにあったシャイアン族とアラパホ族の集落を攻撃し、ほとんど老人と女子供ばかり150名ないし200名を殺害した。このサンドクリークの虐殺、またはシャイアン・インディアンの虐殺は、1865年3月と4月にアメリカ合衆国議会戦争行為合同委員会の査問に付された。議会合同委員会は査問の後の1864年5月4日付けの報告書で、ジョン・チヴィントンとその志願兵達の行為は「下品で、卑劣で、残忍で、臆病」としたうえで、次のように付け加えた。
| 「 | 人間の形をした存在が、不名誉にもアメリカ合衆国の兵隊と仕官の制服を着て、証言に表されたが委員会は報告書に具体的に記さなかったような残虐で野蛮な行為を実行しあるいは実行を容認するとは信じがたいことである。 | 」 |

それでも委員会判断はこの虐殺に責任ある者に罪を問わなかった。さらにコロラド戦争の続きとして、アラパホ族、シャイアン族、カイオワ族およびコマンチェ族の最後の爆発がコロラドを出てオクラホマで起こった。

### 州昇格への動き
南北戦争の終結に続いて、州昇格の動きが持ち上がった。アメリカ合衆国議会では1865年遅くに準州に対する認可法案を通したが、アンドリュー・ジョンソン大統領に拒否権を発動された。その後の11年間準州の認可運動は立ち往生し、幾度か終了宣言もあった。ユリシーズ・グラント大統領が1870年に準州の州昇格を提唱したが、議会が動かなかった。
こうしている間に、準州は鉄道が無いために脅威を感じるようになった。1860年代遅くまでに、ダコタの者の多くがその事業を売却し、最初の大陸横断鉄道沿線にあって勃興した北のダコタ準州にあるララミーやシャイアンに移っていった。町の衰退の可能性と北の町の陰に隠れてしまう怖れに直面したデンバーの市民は、資本金を出し合ってデンバー・パシフィック鉄道を建設し、北のシャイアンからデンバーに鉄道網を引っ張ってきた。カンザス・パシフィック鉄道が2ヵ月後にデンバーまで貫通した。この動きでデンバーが将来の地域中心都市として果たす役割を具現化した。準州は1876年に合衆国の州として昇格を認められた。

## 準州都
以下3ヶ所にコロラド準州の準州都が置かれた。
- コロラドシティ (1861年-62年、現コロラドスプリングス市オールド・コロラドシティ地区)
- ゴールデンシティ (1862年-67年)
- デンバー (1867年-76年)

### 政府庁舎
コロラド準州が存在した期間、その全部ではないまでも大半の期間は、準州政府は実際にその独自の政庁舎を持たなかった。その代わりに政府の用途に使えそうな建物を借りて過ごした。今日、準州政府に使われた2つの建物が残っている。コロラドシティにある歴史的木造の建物と、ゴールデンにあるラブランド・ブロックである（議会の全部、準州図書館およびおそらくは1866年から1867年の最高裁判所を収容し、図書館は1868年まで残った）。他に政府に使われた建物としては、当初のラブランド・ビル（1859年-1933年、ゴールデンのワシントン・アベニュー1107、1862年から1866年まで議会を収容）、オーバーランド・ホテル（1859年-1910年、ゴールデンのワシントン・アベニュー1117、1862年から1866年まで準州上院を収容）、準州執行ビル（年代不明、ゴールデンのアラパホ通り14番と考えられる、1866年から1867年まで政府の行政部門を収容）があった。